# アダム・バーンスタイン
アダム・バーンスタイン（Adam Bernstein, 1960年5月7日 - ）は、アメリカ合衆国の映画、ミュージックビデオ、テレビ監督である。

## 人物
2014年の『ファーゴ』の第1話を監督したことによりプライムタイム・エミー賞監督賞（ミニシリーズ・テレビ映画・ドラマティックスペシャル部門）のノミネートされた。また2007年には『30 ROCK/サーティー・ロック』のプロデューサーの1人としてプライムタイム・エミー賞作品賞（コメディ部門）を受賞した。

## 来歴
ニュージャージー州プリンストンで生まれる。1995年に女優のジェシカ・ヘクトと結婚した。ユダヤ系とイタリア系の祖先を持っている。アニメーターとしてキャリアを始め、その後、ミュージックビデオ、映画、テレビの監督となった。

## フィルモグラフィ

### テレビシリーズ

#### 監督
| 年              | 作品名 原題                                                | エピソード                                               | 備考                                                                                          |
| --------------- | ---------------------------------------------------------- | -------------------------------------------------------- | --------------------------------------------------------------------------------------------- |
| 1999            | ホミサイド/殺人捜査課 Homicide: Life on the Street         | 第6シーズン第10話「灰色の影」                            |                                                                                               |
| 1999-2003       | OZ/オズ Oz                                                 | 第3シーズン第7話「自己」                                 |                                                                                               |
| 1999-2003       | OZ/オズ Oz                                                 | 第4シーズン第1話「乱射」                                 |                                                                                               |
| 1999-2003       | OZ/オズ Oz                                                 | 第4シーズン第4話「慈悲」                                 |                                                                                               |
| 1999-2003       | OZ/オズ Oz                                                 | 第4シーズン第8話「博打」                                 |                                                                                               |
| 1999-2003       | OZ/オズ Oz                                                 | 第4シーズン第10話「改心」                                |                                                                                               |
| 1999-2003       | OZ/オズ Oz                                                 | 第4シーズン第16話「言葉」                                |                                                                                               |
| 1999-2003       | OZ/オズ Oz                                                 | 第5シーズン第3話「夢魔」                                 |                                                                                               |
| 1999-2003       | OZ/オズ Oz                                                 | 第5シーズン第7話「善意」                                 |                                                                                               |
| 1999-2003       | OZ/オズ Oz                                                 | 第6シーズン第1話「死者」                                 |                                                                                               |
| 2001-2007       | Scrubs〜恋のお騒がせ病棟 Scrubs                            | 第1シーズン第1話「僕のインターン第1日目」                |                                                                                               |
| 2001-2007       | Scrubs〜恋のお騒がせ病棟 Scrubs                            | 第1シーズン第2話「僕の指導医」                           |                                                                                               |
| 2001-2007       | Scrubs〜恋のお騒がせ病棟 Scrubs                            | 第1シーズン第3話「僕の親友を取らないで」                 |                                                                                               |
| 2001-2007       | Scrubs〜恋のお騒がせ病棟 Scrubs                            | 第1シーズン第4話「僕のステキなおばあさん」               |                                                                                               |
| 2001-2007       | Scrubs〜恋のお騒がせ病棟 Scrubs                            | 第1シーズン第20話「僕の競争心」                          |                                                                                               |
| 2001-2007       | Scrubs〜恋のお騒がせ病棟 Scrubs                            | 第2シーズン第1話「僕の焦り」                             |                                                                                               |
| 2001-2007       | Scrubs〜恋のお騒がせ病棟 Scrubs                            | 第2シーズン第18話「僕のT.C.W.」                          |                                                                                               |
| 2001-2007       | Scrubs〜恋のお騒がせ病棟 Scrubs                            | 第3シーズン第13話「My Porcelain God」                    |                                                                                               |
| 2001-2007       | Scrubs〜恋のお騒がせ病棟 Scrubs                            | 第3シーズン第19話「My Choosiest Choice of All」          |                                                                                               |
| 2001-2007       | Scrubs〜恋のお騒がせ病棟 Scrubs                            | 第4シーズン第17話「My Life in Four Cameras」             |                                                                                               |
| 2001-2007       | Scrubs〜恋のお騒がせ病棟 Scrubs                            | 第5シーズン第14話「My Own Personal Hell」                |                                                                                               |
| 2001-2007       | Scrubs〜恋のお騒がせ病棟 Scrubs                            | 第7シーズン第2話「My Hard Labor」                        |                                                                                               |
| 2001-2003       | エド Ed                                                    | 第1シーズン第10話「Losing Streak」                       |                                                                                               |
| 2001-2003       | エド Ed                                                    | 第1シーズン第16話「Live Deliberately」                   |                                                                                               |
| 2001-2003       | エド Ed                                                    | 第2シーズン第9話「Charity Cases」                        |                                                                                               |
| 2001-2003       | エド Ed                                                    | 第2シーズン第11話「Two Days of Freedom」                 |                                                                                               |
| 2001-2003       | エド Ed                                                    | 第3シーズン第12話「Partners」                            |                                                                                               |
| 2004            | アントラージュ★オレたちのハリウッド Entourage              | 第1シーズン第5話「主役を勝ち取れ」                       |                                                                                               |
| 2006-2007       | 30 ROCK/サーティー・ロック 30 Rock                         | 第1シーズン第1話「第3の男」                              |                                                                                               |
| 2006-2007       | 30 ROCK/サーティー・ロック 30 Rock                         | 第1シーズン第2話「主役はどっち?」                        |                                                                                               |
| 2006-2007       | 30 ROCK/サーティー・ロック 30 Rock                         | 第1シーズン第3話「ブラインド・デート」                   |                                                                                               |
| 2006-2007       | 30 ROCK/サーティー・ロック 30 Rock                         | 第1シーズン第7話「生放送で大暴走」                       |                                                                                               |
| 2006-2007       | 30 ROCK/サーティー・ロック 30 Rock                         | 第1シーズン第14話「いいボスの条件」                      |                                                                                               |
| 2008            | Weeds ママの秘密 Weeds                                     | 第4シーズン第8話「危険なラブゲーム」                     |                                                                                               |
| 2008-2012       | ブレイキング・バッド Breaking Bad                          | 第1シーズン第2話「新しい相棒」                           |                                                                                               |
| 2008-2012       | ブレイキング・バッド Breaking Bad                          | 第1シーズン第3話「人間の成分」                           |                                                                                               |
| 2008-2012       | ブレイキング・バッド Breaking Bad                          | 第2シーズン第11話「混沌の渦」                            |                                                                                               |
| 2008-2012       | ブレイキング・バッド Breaking Bad                          | 第2シーズン第13話「アルバカーキ」                        |                                                                                               |
| 2008-2012       | ブレイキング・バッド Breaking Bad                          | 第3シーズン第2話「名もなき男」                           |                                                                                               |
| 2008-2012       | ブレイキング・バッド Breaking Bad                          | 第3シーズン第12話「憎しみの連鎖」                        |                                                                                               |
| 2008-2012       | ブレイキング・バッド Breaking Bad                          | 第4シーズン第1話「ガスの怒り」                           |                                                                                               |
| 2008-2012       | ブレイキング・バッド Breaking Bad                          | 第5シーズン第3話「新しいチーム」                         |                                                                                               |
| 2008-2014       | カリフォルニケーション Californication                     | 第2シーズン第9話「股ぐらの魂」                           |                                                                                               |
| 2008-2014       | カリフォルニケーション Californication                     | 第3シーズン第8話「カオスの館」                           |                                                                                               |
| 2008-2014       | カリフォルニケーション Californication                     | 第4シーズン第3話「愛しき我が家」                         |                                                                                               |
| 2008-2014       | カリフォルニケーション Californication                     | 第4シーズン第8話「腐りきった奴ら」                       |                                                                                               |
| 2008-2014       | カリフォルニケーション Californication                     | 第4シーズン第12話「戻れない場所」                        |                                                                                               |
| 2008-2014       | カリフォルニケーション Californication                     | 第5シーズン第12話「別れの笑顔」                          |                                                                                               |
| 2008-2014       | カリフォルニケーション Californication                     | 第6シーズン第3話「甘い誘惑」                             |                                                                                               |
| 2008-2014       | カリフォルニケーション Californication                     | 第6シーズン第9話「バッド・タイミング」                   |                                                                                               |
| 2008-2014       | カリフォルニケーション Californication                     | 第6シーズン第10話「親の役目」                            |                                                                                               |
| 2008-2014       | カリフォルニケーション Californication                     | 第7シーズン第2話「ジュリア」                             |                                                                                               |
| 2008-2014       | カリフォルニケーション Californication                     | 第7シーズン第10話「二人っきりのディナー」                |                                                                                               |
| 2008-2014       | カリフォルニケーション Californication                     | 第7シーズン第12話「最後の決断」                          |                                                                                               |
| 2010-2015       | ナース・ジャッキー Nurse Jackie                            | 第2シーズン第5話「昔の恋人」                             |                                                                                               |
| 2010-2015       | ナース・ジャッキー Nurse Jackie                            | 第2シーズン第6話「キューピッドの悪戯」                   |                                                                                               |
| 2010-2015       | ナース・ジャッキー Nurse Jackie                            | 第7シーズン第6話「ナースの反乱!」                        |                                                                                               |
| 2011            | シェイムレス 俺たちに恥はない Shameless                    | 第1シーズン第10話「パパはだれ!?」                        |                                                                                               |
| 2012            | SMASH Smash                                                | 第1シーズン第10話「代役」                                |                                                                                               |
| 2012            | キャシーのbig C いま私にできること The Big C               | 第3シーズン第3話「Bundle of Joy」                        |                                                                                               |
| 2012            | キャシーのbig C いま私にできること The Big C               | 第3シーズン第4話「Family Matters」                       |                                                                                               |
| 2013-2014       | LAW & ORDER:性犯罪特捜班 Law & Order: Special Victims Unit | 第14シーズン第12話「憎悪の矛先」                         |                                                                                               |
| 2013-2014       | LAW & ORDER:性犯罪特捜班 Law & Order: Special Victims Unit | 第15シーズン第19話「深い闇」                             |                                                                                               |
| 2013-2014       | LAW & ORDER:性犯罪特捜班 Law & Order: Special Victims Unit | 第15シーズン第23話「思想犯罪」                           |                                                                                               |
| 2014            | ファーゴ Fargo                                             | 第1シーズン第1話「人喰いワニのジレンマ」                 | ノミネート - プライムタイム・エミー賞ミニシリーズ・テレビ映画・ドラマティックスペシャル監督賞 |
| 2014            | ファーゴ Fargo                                             | 第1シーズン第2話「おんどり王子」                         |                                                                                               |
| 2014            | マスターズ・オブ・セックス Masters of Sex                  | 第2シーズン第11話「One for the Money, Two for the Show」 |                                                                                               |
| 2015-2016、2018 | ベター・コール・ソウル Better Call Saul                    | 第1シーズン第6話「警官」                                 |                                                                                               |
| 2015-2016、2018 | ベター・コール・ソウル Better Call Saul                    | 第2シーズン第4話「丸腰」                                 |                                                                                               |
| 2015-2016、2018 | ベター・コール・ソウル Better Call Saul                    | 第4シーズン第10話「勝者」                                |                                                                                               |
| 2016            | Outsiders                                                  | 第1シーズン第1話「Farrell Wine」                         |                                                                                               |
| 2016            | Outsiders                                                  | 第1シーズン第2話「Doomsayer」                            |                                                                                               |
| 2016            | オレンジ・イズ・ニュー・ブラック Orange is the New Black   | 第4シーズン第13話 「事実もみ消し指南」                   |                                                                                               |
| 2018            | スニーキー・ピート Sneaky Pete                             | 第2シーズン第8話「マリウス・ジョシポヴィック」           |                                                                                               |
| 2019-2022       | CITY ON A HILL/罪におぼれた街 City on a Hill               | 監督                                                     | 第1シーズン第9話                                                                              |
| 2023            | サイロ Silo                                                | 監督                                                     | 第1シーズン第8話「ハンナ」                                                                    |

#### プロデューサー
| 年        | 作品名 原題                        | クレジット                                   | 備考                                                  |
| --------- | ---------------------------------- | -------------------------------------------- | ----------------------------------------------------- |
| 2006-2007 | 30 ROCK/サーティー・ロック 30 Rock | スーパーバイジング・プロデューサー（計12話） | 受賞 - プライムタイム・エミー賞 作品賞 (コメディ部門) |
| 2014      | ファーゴ Fargo                     | エグゼクティブ・プロデューサー（計2話）      |                                                       |
| 2016      | Outsiders                          | エグゼクティブ・プロデューサー（計2話）      |                                                       |

### 映画
- いとしのパット君 It's Pat (1994) 監督
- ハード・デイズ Six Ways to Sunday (1997) 監督・製作・脚本[5]
- バッド・アップル Bad Apple (2004) テレビ映画、監督

### ミュージック・ビデオ
- "Alternative Girlfriend" - ベアネイキッド・レディース (1995)
- "Hey Ladies" -  ビースティ・ボーイズ (1989)
- "Love Shack" - B-52's (1989)
- "Baby Got Back" - サー・ミックス・ア・ロット（英語版） (1992)
- "Headache" - ブラック・フランシス (1994)